# ハトヴァン - ミシュコルツ - セレンチ - シャートラヤウーイヘイ/ニーレジハーザ線
ハトヴァン - ミシュコルツ - セレンチ - シャートラヤウーイヘイ/ニーレジハーザ線（ハンガリー語: Hatvan–Miskolc–Szerencs–Sátoraljaújhely/Nyíregyháza-vasútvonal）は、ハンガリー国鉄の鉄道線の名称である。路線番号は80。ブダペストとミシュコルツ、ニーレジハーザ、コシツェを結ぶ路線である。
2017年以前は、100号線の支線が、80号線の支線となっていた。

## 運行形態[1]
ブダペスト近郊についてはブダペスト - ハトヴァン線の項目を参照。

### 特急(IC)
下記5系統に分かれる。
- トカイ号：　ブダペスト東駅 - ミシュコルツ・ティサイ - セレンチ - ニーレジハーザ - デブレツェン - ブダペスト西駅
2時間に1本の運行。セレンチ以東は100号線に直通する。フュゼシャボニに停車し、メゼーケヴェシュドを通過するが、夜間の東行1本はメゼーケヴェシュドにも停車する。
過去の運行形態
かつては、愛称名が便毎に異なっており、東行（時計回り）が花の名前[2]、西行（反時計回り）が鳥の名前[3]となっていた。100号線内ピュシュペクラダーニまでしか直通しない列車のみ、トカイ号として運行していた。メゼーケヴェシュド停車の列車は、ブダペスト発ミシュコルツ止まりの「ハーモル」号であった。ハトヴァンは全列車通過していた。
2022年4月に、全てトカイに統一された[4]。
2023年度より、ハトヴァン停車となった。ハーモル号はニーレジハーザまで運行する様になり、トカイ号に改称された。

- トカイ号：　ミシュコルツ・ティサイ → セレンチ → ニーレジハーザ → デブレツェン → ブダペスト西駅
一日あたり、片道1本のみの運行。セレンチ以東は100号線に直通する。
2022年4月のダイヤ改正以前は、「タクタ」の愛称名であった。

- ゼンプレーン号：　ブダペスト東駅 - ミシュコルツ・ティサイ - セレンチ - シャートラヤウーイヘイ
2時間に1本の運行。ミシュコルツ以西はヘルナード号と併結する。フュゼシャボニを通過し、メゼーケヴェシュドに停車する。
過去の運行形態
2019年以前は、日曜日の西行片道1本を除き、ブダペスト - ミシュコルツ間の運行であった。夏季は全列車ミシュコルツ以西の運行であった。フュゼシャボニとセレンチ以東の各駅に停車し、ハトヴァンとメゼーケヴェシュドを通過していた。愛称名は、西行の片道1本のみが「ゼンプレーン」号で、他の便はそれぞれ個別の愛称名であった。
2019年末に、金曜日に限り東行片道1本（「シャヨー」号）がシャートラヤウーイヘイまで延伸した。この時、セレンチ以東も急行運転する様になった。メゼーゾンボル、セギ、エルデーベーニェ、ボドロゴラシは通過となった。
2020年末に、愛称名が「ゼンプレーン」に統一され、シャートラヤウーイヘイまで2時間に1本の運行となった。メゼーケヴェシュド、エルデーベーニェ、ボドロゴラシ停車となり、フュゼシャボニは通過となった。
2023年度より、ハトヴァン停車となった。

- ヘルナード号：　ブダペスト東駅 - ミシュコルツ・ティサイ - コシツェ
2時間に1本の運行。ミシュコルツ以西はゼンプレーン号と併結する。ミシュコルツ以東は90号線に直通する。
過去の運行形態
2020年以前は、一日2往復の運行で、それぞれ「ヘルナード」「ラーコーチ」と別々の愛称名であった。また、フュゼシャボニに停車し、ハトヴァンとメゼーケヴェシュドを通過していた。
2021年度より、2時間に1本となり、愛称名は「ヘルナード」に統一された。メゼーケヴェシュド停車、フュゼシャボニ通過となった。
2023年度より、ハトヴァン停車となった。

- ボルショド号：　ブダペスト東駅 → ミシュコルツ・ティサイ
一日1本の運行。フュゼシャボニ、メゼーケヴェシュドの両方に停車する他、ニェークラードハーザにも停車する。
2020年末に運行を開始した。

- 過去の運行系統
  - フュゼール号：　ブダペスト東駅 - ミシュコルツ・ティサイ - セレンチ - シャートラヤウーイヘイ
2019年以前は、金曜日の東行のみ運行していた。夏季運休であった。セレンチ以西は、デブレツェン方面の列車（トカイ号）に併結されていた。フュゼシャボニに停車し、メゼーケヴェシュドを通過していた。

2019年末に、運休となった。翌2020年秋以降、上下とも毎日運行、セレンチ以東はオラスリスカとシャーロシュパタクを除き通過となった。
2020年末に、西行に限り、デブレツェン方面発の列車との併結を解除した。
2022年7月以降運行休止[5]。

### 快速(IR)
- マートラ号（IR85系統）：　ブダペスト東駅 - ヴァーモシュジェルク - ジェンジェシュ
1時間に1本の運行。ヴァーモシュジェルク以北は85号線に直通する。
2023年度より運行を開始した。

- アグリア号（IR87系統）：　ブダペスト東駅 - フュゼシャボニ - エゲル
1時間に1本の運行。フュゼシャボニ以北は87号線に直通する。
2020年夏以前は、2時間に1本の運行で、また特急(O)として運行していた。フュゼシャボニ以西は、シャートラヤウーイヘイ発着の区間特急（フュゼシャボニ以西はIRと同じ、以東は各駅停車）も4時間に1本運行していた。

- ミシュコルツ・ティサイ → ブダペスト東駅
一日1本の運行。カール・カーポルナとヴァーモシュジェルクを通過する。
2020年末に運行を開始した。当初は特急(IC)「ボルショド」号として運行していたが、2023年度より快速(IR)に格下げとなった他、愛称名無しとなった。

### 区間特急(S)
- ティサトー号：　ブダペスト - フュゼシャボニ - ミシュコルツ　【夏季、および秋季休日運行】
夏季を中心に、一日1往復の運行。フュゼシャボニ以東は108号線に直通する。快速(IR)相当の停車駅だが、ヴァーモシュジェルクとカール・カーポルナを通過する。
2021年に運行を開始した。2022年度以前は、ハトヴァンを通過していた他、種別もエクスプレス(Ex)であった。

### 快速(Ex)
- エズュシュトパルト号：　ケストヘイ - ハトヴァン - ミシュコルツ　【夏季運行】
夏季のみ、一日1往復の運行。ブダペスト以西は、ケーバーニャ上駅の短絡線を使用して、30号線に直通する。フュゼシャボニ以西の停車駅は快速と同じ。
2019年に限り、ハトヴァン以西は82号線に直通していた。

- シャヨー号：　カジンツバルチカ → ブダペスト　【日曜運行】
日曜限定で、一日1本の運行。ミシュコルツ以北は短絡線経由で92号線に直通する。ミシュコルツ・ゲメリから、ゲデッレーまでノンストップ。
2023年度に運行を開始した。当初は特急（ジェルシュ）の種別であったが、2023年4月2日より特別快速(Ex)に種別変更され、シャヨーの愛称名がつけられた[6]。

- 過去の運行系統
  - カンプシュ号：　セゲド - ハトヴァン - ミシュコルツ
2021年春以前、夏季を除いて週1往復運行していた。ハトヴァン以西は82号線に直通していた。

### 普通
下記3系統に分かれる。
- （ブダペスト東駅 - ）ヴァーモシュジェルク - フュゼシャボニ
2時間に1本の運行。大半はヴァーモシュジェルク止まりであるが、早朝・深夜にはブダペストまで運行される列車もある。
2022年度以前は、日中に4時間間隔が空く時間帯もあった。

- ブダペスト → ミシュコルツ
一日1本の運行。フュゼシャボニ - ミシュコルツ間は、快速相当の停車駅となる。
2022年度以前は、カラーチョンドとルダシュを通過していた一方、ナジュート以東は各駅停車であった。

- ミシュコルツ → ブダペスト
一日1本のみの運行。途中、カール・カーポルナからヴァーモシュジェルクまでノンストップ。
過去の運行形態
2017年以前は特急(Gy)として運行して、ニーレジハーザ→ハトヴァン間で運行していた。ミシュコルツ以東は特急停車駅のみに停車し、セレンチ以東は100号線から直通していた。休日のみ、ブダペスト発着であった（ハトヴァン以西はアソード、ゲデッレーに停車）。
2017年末に区間特急(S)格下げとなった。
2018年末に、休日のみ特急(Gy)として運行する様になった。
2020年夏に、ハトヴァン以西が休止され、通年区間特急(S)として運行する様になった。
2022年度以降休止。ミシュコルツ以東は特急(IC)に、以西は普通に置き換えられた。
2023年度より、ブダペストまで運行する様になった。

- フュゼシャボニ - セレンチ - ニーレジハーザ
1時間に1本の運行だが、一部はミシュコルツやセレンチで分割されている。セレンチ以東は100号線に直通する。
過去の運行形態
2020年夏以前は、一部（4時間に1本相当）がブダペスト - シャートラヤウイーヘイ間の区間特急(S)として運行していた。この列車は、フュゼシャボニ以東は各駅に停車していた一方、以西の停車駅は現在の快速(IR)と同じであった。他の普通列車は4時間サイクルに2-3本の運行で、大部分はミシュコルツで系統が分断されていた他、4時間サイクルでニーレジハーザ直通は2本、残りはシャートラヤウイーヘイに直通していた。
2020年秋は、区間特急(S)がフュゼシャボニ発着の普通に格下げとなった他、シャートラヤウーイヘイ発着列車はフュゼシャボニ - ミシュコルツの列車の一部と統合され、フュゼシャボニまで運行する様になった。
2020年末に、1時間に1本の運行となり、大部分がフュゼシャボニ - ニーレジハーザの運行となった。シャートラヤウーイヘイ方面への直通列車は特急(IC)に代替された。

- セレンチ - シャートラヤウーイヘイ
2時間に1本の運行。

## 駅一覧
以下では、ハンガリー国鉄80号線の駅と営業キロ、停車列車、接続路線などを一覧表で示す。なお、ブダペスト近郊についてはブダペスト - ハトヴァン線の項目を参照。

### ハトヴァン - シャートラヤウーイヘイ間
- 種別
  - IC：特急
  - O：特急
  - S：急行
  - Ex：快速
  - Sz：普通

- 停車駅
  - ■印：全列車停車
  - ●印：大部分停車、一部通過
  - ○印：大部分通過、一部停車
  - ｜印：全列車通過

| 路線名 | 駅名                                                  | 駅間営業キロ | 累計営業キロ | IC | IR | Ex | Sz | 接続路線 | 所在地                                 | 所在地                   |
| ------ | ----------------------------------------------------- | ------------ | ------------ | -- | -- | -- | -- | --- | -------------------------------------- | ------------------------ |
| 80     | ブダペスト東駅                                        |              | 0            | ■  | ■  | ■  | ■  | 1号線（ミュンヘン方面）、40号線（ペーチ方面） 120号線（ソルノク方面） ブダペスト地下鉄2号線（南駅方面、エルシュヴェゼール広場方面） ブダペスト地下鉄4号線（ケレンフェルド方面） | ブダペスト市                           |                          |
| 80     | この間の各駅はブダペスト - ハトヴァン線の項目を参照。 |              |              |    |    |    |    | |                                        |                          |
| 80     | ハトヴァン駅                                          |              | 67           | ■  | ■  | ○  | ■  | 81号線（ショモシュケーウーイファル方面）、82号線（ソルノク方面） | ヘヴェシュ県                           | ハトヴァン郡             |
| 80     | ホルト・チャーニ駅（休止中）                          |              | (77)         | ｜ | ｜ | ｜ | ｜ | | ヘヴェシュ県                           | ハトヴァン郡             |
| 80     | ヴァーモシュジェルク駅                                | 20           | 87           | ｜ | ●  | ○  | ■  | 85号線（ジェンジェシュ方面）、86号線（ソルノク方面） | ヘヴェシュ県                           | ジェンジェシュ郡         |
| 80     | アダーチ駅                                            | 4            | 91           | ｜ | ○  | ｜ | ●  | | ヘヴェシュ県                           | ジェンジェシュ郡         |
| 80     | カラーチョンド駅                                      | 6            | 97           | ｜ | ○  | ｜ | ●  | | ヘヴェシュ県                           | ジェンジェシュ郡         |
| 80     | ルダシュ駅                                            | 4            | 101          | ｜ | ○  | ｜ | ●  | | ヘヴェシュ県                           | ジェンジェシュ郡         |
| 80     | ナジュート駅                                          | 5            | 106          | ｜ | ○  | ｜ | ●  | | ヘヴェシュ県                           | フュゼシャボニ郡         |
| 80     | カール・カーポルナ駅                                  | 7            | 113          | ｜ | ●  | ○  | ■  | 102号線（キシューイサールラーシュ方面） | ヘヴェシュ県                           | フュゼシャボニ郡         |
| 80     | フュゼシャボニ駅                                      | 12           | 125          | ◐  | ■  | ○  | ■  | 87号線（エゲル方面）、108号線（デブレツェン方面） | ヘヴェシュ県                           | フュゼシャボニ郡         |
| 80     | シハロム駅                                            | 6            | 131          | ｜ | ｜ | ｜ | ●  | | ヘヴェシュ県                           | フュゼシャボニ郡         |
| 80     | メゼーケヴェシュド駅                                  | 7            | 138          | ◑  | ■  | ○  | ■  | | ボルショド・アバウーイ・ゼンプレーン県 | メゼーケヴェシュド郡     |
| 80     | メゼーケヴェシュド上駅                                | 2            | 140          | ｜ | ｜ | ｜ | ●  | | ボルショド・アバウーイ・ゼンプレーン県 | メゼーケヴェシュド郡     |
| 80     | メゼーケレステシュ・メゼーニャーラード駅              | 7            | 147          | ｜ | ｜ | ｜ | ●  | | ボルショド・アバウーイ・ゼンプレーン県 | メゼーケヴェシュド郡     |
| 80     | チンチェ駅                                            | 9            | 156          | ｜ | ｜ | ｜ | ●  | | ボルショド・アバウーイ・ゼンプレーン県 | メゼーケヴェシュド郡     |
| 80     | エメード駅                                            | 6            | 162          | ｜ | ｜ | ｜ | ●  | | ボルショド・アバウーイ・ゼンプレーン県 | ミシュコルツ郡           |
| 80     | ニェークラードハーザ駅                                | 7            | 169          | ○  | ■  | ○  | ■  | 89号線（ティサウーイヴァーロシュ方面）、92号線（カズィンツバルツィカ方面） | ボルショド・アバウーイ・ゼンプレーン県 | ミシュコルツ郡           |
| 80     | ミシュコルツ・ティサイ駅                              | 13           | 182          | ■  | ■  | ■  | ■  | 92号線（オーズド方面）、94号線（トルナナーダスカ方面） | ボルショド・アバウーイ・ゼンプレーン県 | ミシュコルツ郡           |
| 80     | フェルセージョルツァ駅                                | 5            | 187          | ｜ |    |    | ■  | 90号線（ヒダシュネーメティ方面） | ボルショド・アバウーイ・ゼンプレーン県 | ミシュコルツ郡           |
| 80     | ヘルナードネーメティ・ベーチ駅                        | 10           | 197          | ｜ |    |    | ■  | | ボルショド・アバウーイ・ゼンプレーン県 | ミシュコルツ郡           |
| 80     | ティサルーツ駅                                        | 5            | 202          | ｜ |    |    | ■  | | ボルショド・アバウーイ・ゼンプレーン県 | セレンチ郡               |
| 80     | タクタハルカーニ駅                                    | 9            | 211          | ｜ |    |    | ■  | | ボルショド・アバウーイ・ゼンプレーン県 | セレンチ郡               |
| 80     | タクタサダ駅                                          | 3            | 214          | ｜ |    |    | ■  | | ボルショド・アバウーイ・ゼンプレーン県 | セレンチ郡               |
| 80     | セレンチ駅                                            | 6            | 220          | ■  |    |    | ■  | 98号線（アバウーイサーントー方面） | ボルショド・アバウーイ・ゼンプレーン県 | セレンチ郡               |
| 80     | メゼーゾンボル駅                                      | 5            | 225          | ｜ |    |    | ■  | 100号線（デブレツェン方面） | ボルショド・アバウーイ・ゼンプレーン県 | セレンチ郡               |
| 80     | ボドログケレストゥール駅                              | 7            | 232          | ■  |    |    | ■  | | ボルショド・アバウーイ・ゼンプレーン県 | トカイ郡                 |
| 80     | セギ駅                                                | 4            | 236          | ｜ |    |    | ■  | | ボルショド・アバウーイ・ゼンプレーン県 | トカイ郡                 |
| 80     | エルデーベーニェ駅                                    | 2            | 238          | ■  |    |    | ■  | | ボルショド・アバウーイ・ゼンプレーン県 | トカイ郡                 |
| 80     | オラスリスカ・トルチヴァ駅                            | 6            | 244          | ■  |    |    | ■  | | ボルショド・アバウーイ・ゼンプレーン県 | シャーロシュパタク郡     |
| 80     | ボドロゴラシ駅                                        | 6            | 250          | ■  |    |    | ■  | | ボルショド・アバウーイ・ゼンプレーン県 | シャーロシュパタク郡     |
| 80     | シャーロシュパタク駅                                  | 6            | 256          | ■  |    |    | ■  | | ボルショド・アバウーイ・ゼンプレーン県 | シャーロシュパタク郡     |
| 80     | シャートラヤウーイヘイ駅                              | 10           | 266          | ■  |    |    | ■  | | ボルショド・アバウーイ・ゼンプレーン県 | シャートラヤウーイヘイ郡 |